# Morebilus graytown
Morebilus graytown är en spindelart som beskrevs av Norman I. Platnick 2002. Morebilus graytown ingår i släktet Morebilus och familjen Trochanteriidae. Inga underarter finns listade i Catalogue of Life.